# Giovanni Rappazzo
Giovanni Rappazzo (Messina, 16 ottobre 1893 – Messina, 3 aprile 1995) è stato un inventore italiano.
Il 22 marzo 1994 è stato nominato Grande Ufficiale al merito della Repubblica Italiana per aver brevettato per primo il cinema sonoro.

## Biografia
Nacque e visse a Messina, dove si diplomò all'Istituto Tecnico Industriale Verona Trento, divenendo perito elettrotecnico. Insegnò nella stessa scuola per lunghi anni.
Fratello di Luigi, proprietario dell'Eden Cinema Concerto, un locale all'aperto costruito a Messina nel 1912, in viale San Martino (Quartiere Lombardo), sulle macerie lasciate dal devastante terremoto del 1908, il giovane Giovanni si dilettava nella cabine di proiezione, un po' come il bambino Totò in Nuovo Cinema Paradiso di Giuseppe Tornatore.

## La storia del brevetto non sfruttato
Tra le sue invenzioni appunto il cinema sonoro nel 1914. L'intuizione gli venne lavorando nel cinema aperto insieme al fratello. Nel 1921, poco dopo la grande guerra, depositò il brevetto per la "pellicola a impressione contemporanea di immagine e suoni", ma non riuscì a vendere la sua invenzione, né a trovare finanziatori. Il brevetto scadde il 30 marzo 1924 e, non avendo la possibilità di rinnovarlo per mancanza di fondi, Rappazzo ne perse l'esclusiva di sfruttamento commerciale.
La Fox brevettò un sistema di sonoro identico a quello di Rappazzo, che in perfetta buona fede aveva fornito ingenuamente alla casa cinematografica americana i suoi progetti e anche una pellicola sonora. La vicenda ricalca quella di Meucci rispetto all'invenzione del telefono.